# 엘 부엘로 델 아길라
《엘 부엘로 델 아길라》(스페인어: El vuelo del águila)은 1994년 방영된 멕시코의 텔레노벨라이다.